# Nguyễn Văn Toản (futbolista nacido en 1999)
Nguyễn Văn Toản (Hải Phòng, 26 de noviembre de 1999) es un futbolista vietnamita que juega en la demarcación de portero para el Haiphong FC de la V.League 1.

## Selección nacional
Hizo su debut con la selección absoluta de Vietnam el 12 de octubre de 2021 en un encuentro de clasificación para la Copa Mundial de Fútbol de 2022 contra Omán que finalizó con un resultado de 3-1 a favor del combinado omaní tras los goles de Issam Al-Sabhi, Mohsin Al-Khaldi y Salaah Al-Yahyaei para Omán, y de Nguyễn Tiến Linh para Vietnam.

## Clubes
| Club        | País    | Año   | Partidos | Goles |
| ----------- | ------- | ----- | -------- | ----- |
| Haiphong FC | Vietnam | 2019- | 44       | 0     |